# Hypolimnas montrouzieri
Hypolimnas montrouzieri är en fjärilsart som beskrevs av Butler 1874. Hypolimnas montrouzieri ingår i släktet Hypolimnas och familjen praktfjärilar. Inga underarter finns listade i Catalogue of Life.